# نیچر کامیونیکیشنز
نیچر کامیونیکیشنز (انگلیسی: Nature Communications) یک ژورنال علمی دسترسی آزاد داوری همتا آنلاین است که توسط نیچر پورتفولیو از سال ۲۰۱۰ منتشر می‌شود. این مجله چند رشته‌ای است و علوم طبیعی از جمله فیزیک، شیمی، علوم زمین، پزشکی و زیست‌شناسی را پوشش می‌دهد. سردبیر مؤسس، لزلی آنسون، و پس از آن جورج هیبر، مگدالنا اسکیپر، و الیزا د رانیری بود. این مجله دارای دفاتر تحریریه در لندن، برلین، نیویورک و شانگهای است.